# Arnac-la-Poste
Arnac-la-Poste é uma comuna francesa na região administrativa da Nova Aquitânia, no departamento de Alto Vienne. Estende-se por uma área de 46,62 km². Em 2010 a comuna tinha 968 habitantes (densidade: 20,8 hab./km²).